# Khamgaon
Khamgaon ist eine Stadt im indischen Bundesstaat Maharashtra.

## Lage
Khamgaon liegt im Distrikt Buldhana 45 km ostnordöstlich der Distrikthauptstadt Buldhana sowie 45 km westlich von Akola.
Die Stadt ist vom Rang eines Municipal Councils. Sie ist in 32 Wards untergliedert.
Die nationale Fernstraße NH 6 (Jalgaon–Akola) passiert die Stadt. Khamgaon besitzt einen Sackbahnhof, der an die Bahnstrecke Jalgaon–Akola angeschlossen ist.

## Bevölkerung
Beim Zensus 2011 betrug die Einwohnerzahl 94.191.
65 % der Bevölkerung gehören der Glaubensrichtung des Hinduismus an, 24,8 % sind Muslime, 7,36 % Buddhisten sowie 1,81 % Anhänger des Jainismus.